# Graptomyza lineata
Graptomyza lineata är en tvåvingeart som beskrevs av Osten Sacken 1881. Graptomyza lineata ingår i släktet Graptomyza och familjen blomflugor. Inga underarter finns listade i Catalogue of Life.